# Acacia leptocarpa
Acacia leptocarpa é uma espécie de leguminosa do gênero Acacia, pertencente à família Fabaceae.